# Legend of the Seeker
Legend of the Seeker, uma série fantástica que combina aventura, magia, mistério e romance numa exótica Nova Zelândia, estreou em 1° de novembro de 2008 nos 50 principais mercados televisivos americanos, em 35% do território americano. 1º e 2ª temporada contaram com 22 episódios cada. A série foi cancelada no primeiro semestre de 2010.

## Sinopse
Esta série de fantasia épica é baseada no bestseller de Terry Goodkind, A Espada da Verdade, livro que foi traduzido em mais de 20 línguas. Do produtor executivo Sam Raimi (Homem-Aranha) e das forças criativas das séries Hercules: The Legendary Journeys e Xena: Warrior Princess, a série "Legend of the Seeker" segue a extraordinária história de Richard Cypher (Craig Horner), um simples jovem órfão que se transforma num verdadeiro líder com poderes mágicos, e da sua aliada Kahlan (Bridget Regan), uma bonita e misteriosa mulher que o ajuda a descobrir o seu destino. Juntos vão tentar encontrar respostas a alguns dilemas pessoais e enfrentar todas as adversidades que lhes vão aparecendo pelo caminho. Aos dois heróis épicos junta-se também Zedd (Bruce Spence), um velho, magro e louco sábio que espalha sabedoria e magia. Zedd começa por ser um dos mais velhos e fiéis amigos de Richard, no entanto, esconde um segredo… um importante segredo que pode mudar a vida deste. Estas personagens, juntamente com a espada mágica, vão formar uma força única que vai intervir contra o tirano e sanguinário Darken Rahl (Craig Parker) na sua busca pelo domínio total e conquista do poder.

### Primeira Temporada
É no conturbado romance entre o jovem e inexperiente Richard, que acaba de descobrir que têm a missão de salvar seu mundo do mal, e a séria e centrada Kahlan, que coloca a jornada do Seeker em primeiro lugar, que se constrói a primeira temporada de "Legend of the Seeker", evoluindo aos poucos conforme os perigos vão sendo revelados e a jornada deles se mostra ainda mais perigosa. No início, cada episódio tinha uma história fechada em si mesma, mas logo uma grande trama principal foi revelada: a caçada pelas três Caixas de Orden, objetos mágicos que dão poderes inimagináveis a quem os possuir - e nas quais o vilão Darken Rahl está de olho para colocar seu grande plano de dominação em prática. Mas já estão presentes tanto a raiz para a intrincada mitologia quanto os elementos que deixariam a atração famosa, como enredos inteligentes com temas que variam de magia e objetos mágicos a troca de corpos e maldições.

### Segunda Temporada
Já mais confiante quanto à continuidade da série devido ao sucesso que começava a despontar, a segunda temporada se aprofunda na mitologia, abrindo (literalmente) as portas do Inferno, e inserindo na trama a Mord'Sith Cara (uma dificuldade a mais para a relação entre Richard e Kahlan) e as Irmãs da Luz e da Escuridão. Após os incidentes do final da primeira temporada, a magia liberada pela união das Caixas de Orden abriu uma brecha no véu que separa o Submundo do mundo dos vivos, e o Guardião do Submundo envia seus servos através da brecha para destruir o mundo. Apenas um raro objeto, a Pedra das Lágrimas, pode lacrar novamente o véu, e o Seeker parte numa jornada para encontrá-la.

## Elenco

### Principais
- Craig Horner como Richard Cypher
- Bridget Regan como Kahlan Amnell
- Bruce Spence como Zeddicus Zu'l Zorander
- Tabrett Bethell como Cara Mason

### Secundários
- Craig Parker como Darken Rahl
- Jay Laga'aia como Dell "Chase" Brandstone
- David de Lautour como Michael Cypher
- Jessica Marais como Denna
- Danielle Cormack como Shota
- Brooke Williams como Jennsen
- Alison Bruce como Verna Sauventreen
- Jolene Blalock como Irmã Nicci
- Elizabeth Hawthorne como Annalina Aldurren

## Episódios
Primeira Temporada:
1. Prophecy
2. Destiny
3. Bounty
4. Brennidon
5. The Listener
6. Elixir
7. Identity
8. Denna
9. Puppeteer
10. Sacrifice
11. Confession
12. Home
13. Revenant
14. Hartland
15. Conversion
16. Bloodline
17. Deception
18. Mirror
19. Cursed
20. Sanctuary
21. Fever
22. Reckoning
Segunda Temporada
1. Marked
2. Baneling
3. Broken
4. Touched
5. Wizard
6. Fury
7. Resurrection
8. Light
9. Dark
10. Perdition
11. Torn
12. Hunger
13. Princess
14. Bound
15. Creator
16. Desecrated
17. Vengeance
18. Walter
19. Extinction
20. Eternity
21. Unbroken
22. Tears